# هاري شانون
هاري شانون (بالإنجليزية: Harry Shannon)‏ (4 ديسمبر 1948، رينو في الولايات المتحدة)؛ كاتب أغاني وروائي أمريكي.

## روابط خارجية
- هاري شانون على موقع IMDb (الإنجليزية)
- هاري شانون على موقع ميوزك برينز (الإنجليزية)
- هاري شانون على موقع ديسكوغز (الإنجليزية)
- هاري شانون على موقع قاعدة بيانات الفيلم (الإنجليزية)